# Wilma de Oliveira
|  |  |

## Wilma de Oliveira
Wilma de Oliveira é cantora brasileira.

## Perfil
Nasceu em São Paulo, Brasil. Em 1969, começou sua carreira como cantora profissional e cantou em vários clubes famosos da cidade. Foi integrante do grupo Orfeu Negro do grande pianista Aluízio Pontes, Music Show. Já se apresentou nos diversos palcos do Brasil. Depois, morou no México: de 1970 a 1972 morou em Acapulco, de 1972 a 1974 na Cidade do México.
Em 1986, foi convidada pelo pai da Lisa Ono para visitar o Japão. Começou a carreira no país na casa de música brasileira chamada Saci Pererê. Com seu repertório de bossa nova, samba, choro, MPB, marchinha de carnaval e frevo, contando com mais de 300 músicas, foi a melhor referência da música brasileira no Japão. Trabalhando como cantora e professora ensinando a pronúncia de português para Yoshimi Katayama, que foi sua primeira aluna, Tomoko Nozawa, Machiko Ohara, entre outros.
Para ensinar a pronúncia de português para japoneses que não falavam português, criou seu próprio método, o qual utiliza letra em Katakana com negrito para as palavras abertas, vermelho para som nasal, azul para som da garganta usados antes do (M) e do (N), letras maiúsculas e minúscula, tudo para aproximar a pronúncia o máximo possível do verdadeiro português, ensinando para várias gerações.
Em Janeiro de 2018, voltou para o Brasil definitivamente, mantendo sua voz impecável.

## Discos
Bossa Nova Affaia FEEL SO NATURAL(Sony Entretenimento, 1994)
Bossa Nova Affair FEEL SO COOL(Sony Entretenimento, 1994)
Cool Wave(Tartaruga,1997)
Sabor do Brasil(Bandai Música, 1998)
Eco da Bossa DUO FINO com Robson Amaral(OMSGATOKI, 2007)
Esquina de SP（Saidera Record）
Tribute to Carlos Lyra（Columbia Music Entertainment）
Bossa Nova Workshop(vídeo, independente, 2002)

### Participação
Laguna Azul(R2 Recorda, 2003
Como está Akasaka, Los Índios
Conexion Goro Lava Ohtake
Aile Alegria Goro Lava Ohtake
Mundo Novo Goro Lava Ohtake
4 vida Goro Lava Ohtake
Carnaval! Brasília Bossa Cover Sonho
Sing Along! Dance Along! 6,7

## Coautor
"Suguni utaeru Bossa Nova", livro feito com parceria com sua aluna Sachiko Yoshino.